# Comité Olímpico Nacional de las Islas Marshall
El Comité Olímpico Nacional de las Islas Marshall (en inglés: Marshall Islands National Olympic Committee) (MINOC) es el ente rector del deporte olímpico en Islas Marshall fundado en 1991 y miembro del Comité Olímpico Internacional desde el 9 de febrero de 2006.

## Historia
MINOC fue fundado en 1991 y el mismo año intentó su afiliación al International Olympic Committee (IOC). Paul Wallwork de Samoa, llevó el caso en 1993 para determinar su elegibilidad. Inicialmente fue rechazada debido a que los habitantes de Islas Marshall contaban con doble nacionalidad con Estados Unidos, por lo que daba la impresión de que Estados Unidos tenía un segundo equipo para los Juegos Olímpicos. Olympedia comparó la situación con otros comités olímpicos como Samoa Americana, Guam y Puerto Rico, donde igualmente tenían la nacionalidad estadounidense, naciones a las que el IOC reconocía como entidades separadas.
La MINOC fue formalmente reconocida por la Oceania National Olympic Committees en 2005. La mesa directiva del IOC propuso reconocer a la MINOC el 30 de enero de 2006 cuando su caso fue revisado días antes de su aprobación. El 9 de febrero de 2006 la MINOC fue reconocida como el miembro 203 del IOC en la 118° sesión del IOC en Turin, Italia por aclamación. Es la nación 16 de Oceanía en ser reconocida por el IOC, justo después de Tuvalu. Antes de su reconocimiento por el IOC, la MINOC ya estaba afiliada a World Athletics, FIBA, International Softball Federation, World Aquatics, International Tennis Federation, International Table Tennis Federation, Fédération Internationale de Volleyball, International Weightlifting Federation y United World Wrestling. Luego de su reconocimiento, recibió asistencia económica y becas deportivas por $100,000 antes de las olimpiadas de Pekín 2008.

## Deportes afiliados
| Deporte                | Organización                                  | Federación | Ref.   |
| ---------------------- | --------------------------------------------- | ---------- | ------ |
| Atletismo              | Marshall Islands Athletics Federation         | WA         | [ 8 ]  |
| Béisbol/Softbol        | Marshall Islands Baseball Softball Federation | WBSC       | [ 9 ]  |
| Baloncesto             | Marshall Islands Basketball Federation        | FIBA       | [ 10 ] |
| Natación               | Marshall Islands Swimming Federation          | AQUA       | [ 11 ] |
| Tenis de mesa          | Marshall Islands Table Tennis Association     | ITTF       | [ 12 ] |
| Taekwondo              | Marshall Islands Taekwondo Federation         | WT         | [ 7 ]  |
| Tenis                  | Marshall Islands Tennis Association           | ITF        | [ 13 ] |
| Voleibol               | Marshall Islands Volleyball Federation        | FIVB       | [ 14 ] |
| Levantamiento de pesas | Marshall Islands Weightlifting Federation     | IWF        | [ 15 ] |
| Lucha                  | Marshall Islands Wrestling Federation         | UWW        | [ 16 ] |

## Véase tambíen
- Islas Marshall en los Juegos Olímpicos